# Restaurante automático

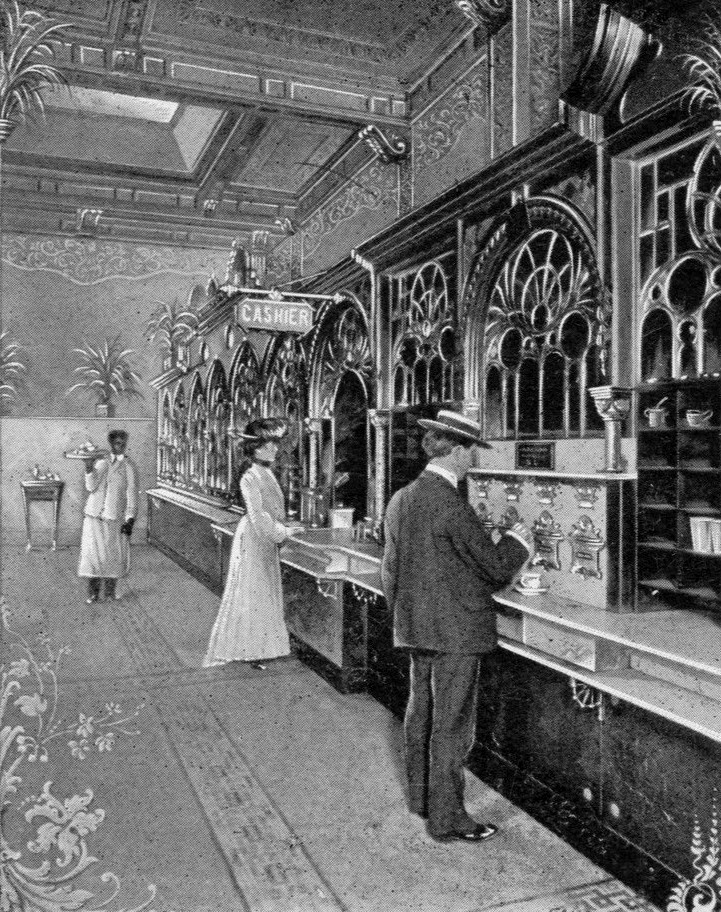
Dibujo de un automat en una postal de 1904.

Un restaurante automático o automat fue un tipo de restaurante de comida rápida en el que se servían platos simples y bebidas mediante máquinas expendedoras a monedas o billetes.

## Concepto
Originalmente las máquinas solo funcionaban a monedas. En su formato original, un cajero se sentaba en una cabina de cambio de monedas en el centro del restaurante, tras un ancho mostrador de mármol con cinco a ocho depresiones redondeadas en él. El comensal insertaba el número de monedas solicitado en una máquina y entonces abría una ventanilla, que tenía bisagras en la parte superior, para retirar el plato, que normalmente estaba envuelto en papel encerado. Las máquinas eran rellenadas desde la cocina que había tras ellas. La mayoría de restaurantes automáticos de Nueva York también tenían una mesa al estilo de una cafetería donde los clientes podían deslizar una bandeja sobre raíles y elegir platos, que se servían de soperas humeantes.
Inspirado por el Quisiana Automat de Berlín, el primer restaurante automático de los Estados Unidos fue inaugurado el 12 de junio de 1902 en el 818 de Chestnut St. de Filadelfia por Horn & Hardart. Llegó a Nueva York en 1912 y gradualmente se convirtió en parte de la cultura popular de las ciudades industriales del norte. Horn & Hardart fue la cadena de automats más importante.
En su apogeo, las recetas se guardaban en una caja fuerte, y describía cómo disponer la comida en el plato además de cómo cocinarla. Los automats se hicieron tan populares que diversas celebridades de la época, como Walter Winchell o Irving Berlin, eran clientes.

## Declive
El formato se vio amenazado por el crecimiento de los suburbios y el auge de los restaurantes de comida rápida que servían a conductores (a través de ventanillas drive-thru) en los años 50. Para la década de los 70, su atractivo era estrictamente nostálgico. Otro factor que contribuyó a su caída fue indudablemente la inflación de los años 60 y 70, que hizo a la comida demasiado cara para comprarla de forma cómoda con monedas, en una época anterior a la aparición de máquinas expendedoras que funcionasen con billetes.
Llegó a haber 40 automats Horn & Hardart solo en Nueva York. El último cerró en 1991 después de que la compañía, que estaba abandonando el negocio de la restauración, no encontrase comprador. En ese momento, la calidad de la comida era descrita por algunos clientes como decadente.
En un intento de resucitar los automats en Nueva York, una compañía llamada Bamn! abrió un nuevo local en 2006 en el East Village de Manhattan. Sin embargo el intento fracasó, cerrando en marzo de 2009.

## Otras versiones
Algunos trenes de pasajeros, como la línea del Lake Country Limited a Janesville (Wisconsin) de Amtrak, tenían un vagón-restaurante automat. Este ejemplo duró poco, hasta 2001. El movimiento del tren generaba problemas mecánicos con las máquinas. Además, las leyes estatales prohibían la venta de bebidas alcohólicas en máquinas.

### Países Bajos
En los Países Bajos, la cadena FEBO vende diversas hamburguesas, sándwiches y croquetas en máquinas expendedoras que se cargan por detrás desde una cocina. Este tipo se denomina automatiek.

### España

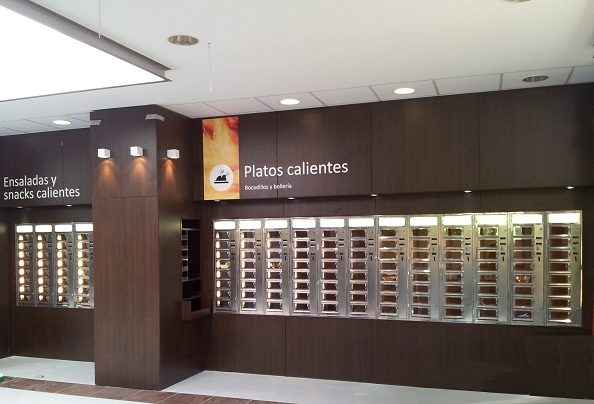
Restaurante automático en la Universidad Jaume I de Castellón

Los primeros "bares automáticos" españoles operaron a inicios del siglo XX, pero sin mayor éxito. No obstante, durante los años de la Segunda República se dio una breve moda por este tipo de establecimientos, a partir de la inauguración del "Bar Automatic" de Valencia en 1932, operando más de una veintena de ellos para 1935. Sin embargo, la Guerra Civil significó el final de estos restoranes, aunque el establecimiento en la Rambla de Canaletes de Barcelona funcionó hasta 1947.
En España, a día de hoy existe un sistema similar con las tiendas de vending, existiendo hasta tiendas 24h pertenecientes a cadenas con varias máquinas variadas, convirtiéndolas prácticamente en restaurantes automáticos que sirven de autoabastecimiento las 24 horas del día. En la Universidad Jaime I de Castellón de la Plana hay un restaurante completamente automático.

### Argentina
En 1907 abrió el primer "bar automático" de Buenos Aires, promocionándose como un "lunch higiénico" dirigido a quienes vivían en las "villas" de la ciudad y no podían ir a almorzar a sus casas a mediodía. Durante los años 20 y 30, los "bares automáticos" fueron muy populares, siendo el más destacado de ellos el Bar Americano, ubicado en Cangallo (actual Juan Domingo Perón) 966, donde en 1903 (operando entonces como una cantina) se estrenó el tango "El Choclo".